# هايدكي شيبا
هايدكي شيبا (باليابانية: 千葉英貴؛ بالكانا: ちば ひでき) هو لاعب كرة قاعدة ياباني، ولد في 25 أكتوبر 1983 في هاتشيؤوجي في اليابان.

## روابط خارجية
- هايدكي شيبا على موقع الدوري الياباني لكرة القاعدة (الإنجليزية)